# Polytrichadelphus ciliatus
Polytrichadelphus ciliatus là một loài rêu trong họ Polytrichaceae. Loài này được (Hook. & Wilson) Mitt. mô tả khoa học đầu tiên năm 1869.